# جورج ستيفن
جورج ستيفن (بالإنجليزية: George Stephen)‏ هو محامي أسترالي، ولد في 1794، وتوفي في 20 يونيو 1879.